# Argumento
Um argumento pode ser definido como uma afirmação acompanhada de justificativa (argumento retórico) ou como uma justaposição de duas afirmações opostas, argumento e contra-argumento (argumento dialético).
Na lógica e na filosofia um argumento é um conjunto de uma ou mais sentenças declarativas, também conhecidas como proposições, ou ainda, premissas, acompanhadas de uma outra frase declarativa conhecida como conclusão.
Em um argumento dedutivo (válido) o valor-verdade da conclusão é uma consequência lógica necessária das premissas que a antecedem, ou seja, sendo verdadeiras as premissas segue-se que necessariamente será verdadeira a conclusão. Caso alguma(s) premissa(s) não seja(m) verdadeira(s), uma conclusão verdadeira será apenas uma contingência. Também será contingente a verdade de uma conclusão num argumento dedutivo inválido, ou seja, um argumento em que mesmo a veracidade integral das premissas não garante, necessariamente, uma conclusão verdadeira.
Em argumento indutivo a verdade da conclusão não é garantida pelas premissas, mas apenas indicada pelas premissas. Muitos autores e correntes filosóficas não consideram o argumento indutivo como um tipo válido de argumento e a discussão acerca do estatuto lógico e epistemológico de uma indução desencadeou os debates mais frutíferos da história da filosofia, também conhecido como problema da indução.
Toda premissa, assim como toda conclusão, pode ser apenas verdadeira ou falsa, isto é, há um valor sempre binário que se atribui às sentenças declarativas que tomamos como premissas e conclusões, o chamado valor-verdade, que pode ser 0 ou 1, positivo ou negativo, V ou F. Jamais já uma terceira opção, no que se chama de lei do terceiro excluído, junto com o princípio de identidade e o de não contradição um dos pilares da tríade que alicerça a Lógica Clássica. Tal princípio também é sintetizado na forma de adágio latino, muito usado em narrativas, Tertium non datur (literalmente: "uma terceira opção não é dada", "das duas uma", etc.).
É muito importante não confundir valor-verdade com validade. Valor-verdade (ser verdadeiro ou falso) é algo que qualquer sentença declarativa possui. "O céu está azul" ou bem é uma declaração verdadeira ou bem é uma declaração falsa. Não existe "meio verdadeiro", nem importa a intensidade (se o céu está muito azul ou levemente azul), se está azul, em algum grau, é verdadeira, e se não está, é falsa.
Validade refere-se não às sentenças, mas ao argumento. Um argumento dedutivo inválido, por exemplo, isto é, um argumento onde mesmo com premissas verdadeiras não se garanta a verdade da conclusão, pode-se encontrar de forma contingente uma conclusão verdadeira, basta que a sentença declarativa que figura como conclusão seja uma sentença verdadeira.
E ainda podemos ter uma argumento inválido com todas as premissas e conclusões verdadeiras. Bastam que todas as sentenças declarativas do argumento sejam verdadeiras, mas o encadeamento lógico entre elas não faz qualquer sentido em termos garantir a verdade da conclusão, que é verdadeira apenas por contingência, não por necessidade.
Tome-se uma argumento dedutivo válido (encadeamento lógico correto entre premissas e conclusão) na forma de um silogismo clássico (premissa maior, premissa menor, conclusão). Caso as duas premissas sejam verdadeiras, necessariamente a conclusão será verdadeira.
Mas se trocarmos de lugar a conclusão e a premissa menor, temos uma experiência interessante: o argumento torna-se inválido (a verdade das premissas não garante mais a verdade da conclusão), mas continua com todas as suas sentenças verdadeiras, o que mostra que se pode ter um argumento totalmente inválido, mas verdadeiro
Também podemos ter um argumento válido (encadeamento lógico correto, silogismo perfeito) cuja conclusão não seja necessariamente verdadeira (pode ser verdadeira ou falsa, e se for verdadeira não o é por necessidade), basta que uma das premissas seja falsa, lembrando que se todas as premissas de um argumento válido forem falsas isso não garante conclusão falsa, ou seja, a recíproca da premissa-verdadeira/conclusão-verdadeira não se verifica para premissa-falsa/conclusão-falsa.
Em função disso, as frases que apresentam um argumento são referidas como sendo verdadeiras ou falsas, e em consequência, são válidas ou são inválidas.
Alguns autores referem-se à conclusão das premissas usando os termos declaração, frase, afirmação ou proposição.
A razão para a preocupação com a verdade é ontológica quanto ao significado dos termos (proposições) em particular. Seja qual termo for utilizado, toda premissa, bem como a conclusão, deve ser capaz de ser apenas verdadeira ou falsa e nada mais: elas devem ser truthbearers ("portadores de verdade", em português).

## Argumentos formais e argumentos informais
Argumentos informais são estudados na lógica informal. São apresentados em linguagem comum e se destinam a ser o nosso discurso diário. Argumentos Formais são estudados na lógica formal (historicamente chamada lógica simbólica, mais comumente referida como lógica matemática) e são expressos em uma linguagem formal. Lógica informal pode chamar a atenção para o estudo da argumentação, que enfatiza implicação, lógica formal e de inferência.

## Argumentos dedutivos
O argumento dedutivo é uma forma de raciocínio que geralmente parte de uma verdade universal e chega a uma verdade menos universal ou singular.
Esta forma de raciocínio é válida quando as suas premissas, sendo verdadeiras, fornecem provas evidentes para a sua conclusão. A sua principal característica é a necessidade, uma vez que nós admitimos como verdadeira as premissas teremos que admitir a conclusão como verdadeira, pois a conclusão decorre necessariamente das premissas. Dessa forma, o argumento deve ser considerado válido.
“Um raciocínio dedutivo é válido quando suas premissas, se verdadeiras, fornecem provas convincentes para sua conclusão, isto é, quando as premissas e a conclusão estão de tal modo relacionados que é absolutamente impossível as premissas serem verdadeiras se a conclusão tampouco for verdadeira” (COPI, 1978, p. 35).
Geralmente os argumentos dedutivos são estéreis, uma vez que eles não apresentam nenhum conhecimento novo.
Como dissemos, a conclusão já está contida nas premissas e a conclusão nunca vai além das premissas. Mesmo que a ciência não faça tanto uso da dedução em suas descobertas, exceto a matemática, ela continua sendo o modelo de rigor dentro da lógica. Note que em todos os argumentos dedutivos a conclusão já está contida nas premissas.
```
1) Só há movimento no carro se houver combustível.
```

O carro está em movimento.
Logo, o carro pode ter ou não combustível.
```
2) Tudo que respira é um ser vivo.
```

A planta respira.
Logo, a planta é um ser vivo.
```
3) O som não se propaga no vácuo.
```

Na lua há vácuo.
Logo, não há som na lua.
```
4) Só há fogo se houver oxigênio
Na lua não há oxigênio.
```

Logo, na lua não pode haver fogo.
```
5) P=Q
Q=R
Logo, P=R
```

## Validade
Argumentos tanto podem ser válidos ou inválidos. Se um argumento é válido, e a sua premissa é verdadeira, a conclusão deve ser verdadeira: um argumento válido não pode ter premissa verdadeira e uma conclusão falsa.
A validade de um argumento depende, porém, da real veracidade ou falsidade das suas premissas e e de sua conclusões. No entanto, apenas o argumento possui uma forma lógica. A validade de um argumento não é uma garantia da verdade da sua conclusão. Um argumento válido pode ter premissas falsas e uma conclusão falsa.
A Lógica visa descobrir as formas válidas, ou seja, as formas que fazer argumentos válidos. Uma Forma de Argumento é válida se e somente se todos os seus argumentos são válidos. Uma vez que a validade de um argumento depende da sua forma, um argumento pode ser demonstrado como inválido, mostrando que a sua forma é inválida, e isso pode ser feito, dando um outro argumento da mesma forma que tenha premissas verdadeiras mas uma falsa conclusão. Na lógica informal este argumento é chamado de contador.
A forma de argumento pode ser demonstrada através da utilização de símbolos. Para cada forma de argumento, existe um forma de declaração correspondente, chamado de Correspondente Condicional. Uma forma de argumento é válida Se e somente se o seu correspondente condicional é uma verdade lógica. A declaração é uma forma lógica de verdade, se é verdade sob todas as interpretações. Uma forma de declaração pode ser mostrada como sendo uma lógica de verdade por um ou outro argumento, que mostra se tratar de uma tautologia por meio de uma prova.
O correspondente condicional de um argumento válido é necessariamente uma verdade (verdadeiro em todos os mundos possíveis) e, por isso, se poderia dizer que a conclusão decorre necessariamente das premissas, ou resulta de uma necessidade lógica. A conclusão de um argumento válido não precisa ser verdadeira, pois depende de saber se suas premissas são verdadeiras.Tal conclusão não precisa ser uma verdade: se fosse assim, seria independente das premissas. Exemplo: Todos os gregos são humanos e todos os seres humanos são mortais, portanto, todos os gregos são mortais. Argumento válido, pois se as premissas são verdadeiras a conclusão deve ser verdadeira.

### Exemplos
- Alguns gregos são lógicos e alguns lógicos são chatos, por isso, alguns gregos são chatos. Este argumento é inválido; pois todos os chatos lógicos poderiam ser romanos.
- Ou estamos todos condenados ou todos nós somos salvos, não somos todos salvos por isso estamos todos condenados. Argumento válido,pois as premissas implicam a conclusão. (Lembre-se que não significa que a conclusão tem de ser verdadeira, apenas se as premissas são verdadeiras e, talvez, eles não são, talvez algumas pessoas são salvas e algumas pessoas são condenadas, e talvez alguns nem salvos nem condenados!)

Argumentos podem ser invalidados por uma variedade de razões. Existem padrões bem estabelecidos de raciocínio que tornam argumentos que os seguem inválidos; esses padrões são conhecidos como falácias lógicas.

## Solidez de um argumento
Um argumento sólido é um argumento válido com as premissas verdadeiras. Um argumento sólido pode ser válido e, tendo ambas as premissas verdadeiras, deve seguir uma conclusão verdadeira.

## Argumentos indutivos
Lógica indutiva é o processo de raciocínio em que as premissas de um argumento se baseiam na conclusão, mas não implicam nela. Indução é uma forma de raciocínio que faz generalizações baseadas em casos individuais.
Indução matemática não deve ser incorretamente interpretada como uma forma de raciocínio indutivo, que é considerado não-rigoroso em matemática. Apesar do nome, a indução matemática é uma forma de raciocínio dedutivo e é totalmente rigorosa.
Nos argumentos indutivos as premissas dão alguma evidência para a conclusão. Um bom argumento indutivo terá uma conclusão altamente provável. Neste caso, é bem provável que a conclusão realizar-se-á ou será válida. Diz-se então que as premissas poderão ser falsas ou verdadeiras e as conclusões poderão ser válidas ou não válidas. Segundo John Stuart Mill, existem algumas regras que se aplicam aos argumentos indutivos, que são: O método da concordância, o método da diferença, e o método das variações concomitantes.

## Argumentação convincente
Um argumento é convincente se e somente se a veracidade das premissas tornar verdade a provável conclusão (isto é, o argumento é forte), e as premissas do argumento são, de fato, verdadeiras.
Exemplo:
```
Nada Saberei se nada tentar.
```

## Falácias e não argumentos
Uma falácia é um argumento inválido que parece válido, ou um argumento válido com premissas "disfarçadas". Em primeiro Lugar, as conclusões devem ser declarações, capazes de serem verdadeiras ou falsas. Em segundo lugar não é necessário afirmar que a conclusão resulta das premissas. As palavras, “por isso”, “porque”, “normalmente” e “consequentemente” separam as premissas a partir da conclusão de um argumento, mas isto não é necessariamente assim.
Exemplo: “Sócrates é um homem e todos os homens são mortais, logo, Sócrates é mortal”. Isso é claramente um argumento, já que é evidente que a afirmação de que Sócrates é mortal decorre das declarações anteriores. No entanto: “eu estava com sede e, por isso, eu bebi” não é um argumento, apesar de sua aparência. Ele não está reivindicando que eu bebi por causa da sede, eu poderia ter bebido por algum outro motivo.

## Argumentos elípticos
Muitas vezes um argumento não é válido, porque existe uma premissa que necessita de algo mais para torná-lo válido. Alguns escritores, muitas vezes, deixam de fora uma premissa estritamente necessária no seu conjunto de premissas se ela é amplamente aceita e o escritor não pretende indicar o óbvio. Exemplo: Ferro é um metal, por isso, ele irá expandir quando aquecido. (premissa descartada: todos os metais se expandem quando aquecidos). Por outro lado, um argumento aparentemente válido pode ser encontrado pela falta de uma premissa - um "pressuposto oculto" - o que se descartou pode mostrar uma falha no raciocínio. Exemplo: Uma testemunha fundamentada diz “Ninguém saiu pela porta da frente, exceto o pastor, por isso, o assassino deve ter saído pela porta dos fundos”. (hipótese que o pastor não era o assassino).

## Retórica, dialética e diálogos argumentativos
Considerando que os argumentos são formais (como se encontram em um livro ou em um artigo de investigação), os diálogos argumentativos são dinâmicos. Servem como um registro publicado de justificação para uma afirmação. Argumentos podem também ser interativos tendo como interlocutor a relação simétrica. As premissas são discutidas, bem como a validade das inferências intermediárias.
A retórica é a técnica de convencer o interlocutor através da oratória, ou outros meios de comunicação. Classicamente, o discurso no qual se aplica a retórica é verbal, mas há também — e com muita relevância — o discurso escrito e o discurso visual.
Dialética significa controvérsia, ou seja, a troca de argumentos e contra-argumentos defendendo proposições. O resultado do exercício poderá não ser pura e simplesmente a refutação de um dos tópicos relevantes do ponto de vista, mas uma síntese ou combinação das afirmações opostas ou, pelo menos, uma transformação qualitativa na direção do diálogo.

## Argumentos em várias disciplinas
As declarações são apresentadas como argumentos em todas as disciplinas e em todas as esferas da vida. A Lógica está preocupada com o que consititui um argumento e quais são as formas de argumentos válidos em todas as interpretações e, portanto, em todas as disciplinas. Não existem diferentes formas válidas de argumento, em disciplinas diferentes.

### Argumentos matemáticos
A base de verdade matemática tem sido objeto de um longo debate. Frege procurou demonstrar, em particular, que as verdades aritméticas podem ser obtidas a partir de lógicas puramente axiomáticas e, por conseguinte, são, no final, lógicas de verdade. Se um argumento pode ser expresso sob a forma de frases em Lógica Simbólica, então ele pode ser testado através da aplicação de provas. Este tem sido realizado usando Axioma de Peano. Seja como for, um argumento em Matemática, como em qualquer outra disciplina, pode ser considerado válido apenas no caso de poder ser demonstrado que é de uma forma tal que não possa ter verdadeiras premissas e uma falsa conclusão.

### Argumentos políticos
Um argumento político é um exemplo de uma argumentação lógica aplicada a política. Argumentos Políticos são utilizados por acadêmicos, meios de comunicação social, candidatos a cargos políticos e funcionários públicos. Argumentos políticos também são utilizados por cidadãos comuns em interações de comentar e compreender sobre os acontecimentos políticos.